# Das erste Weib
Das erste Weib ist eine österreich-ungarische Stummfilmkomödie aus dem Jahre 1915 über zwei liebenswerte Bohemiens von und mit Hubert Marischka.

## Handlung
Graf Alfons Dyllenau und sein bester Freund Graf Franz Wikkingen entsprechen dem Klischee des altösterreichischen, hochadeligen Wienertums. Sie lieben Wein, Weib und Gesang, sind aber nicht unbedingt für das harte, arbeitsreiche Leben geschaffen. Was ihnen aber schmerzlich abgeht ist das nötige Kleingeld, um ihr lebensfrohes dolce farniente finanzieren zu können. Graf Wikkingen sieht sich sogar genötigt, das familieneigene Stammschloss Nymphenbrunn zu veräußern, um endlich seine sich auftürmenden Schulden bezahlen zu können. Schließlich will er, bevor er die zauberhafte Baroness Melitta von Feldberg heiratet, schuldenfrei sein. Da erreicht ihn Melittas Anruf, die ihren Zukünftigen mit ihrem Vater und ihrem Bruder Erni sowie mit den hochadeligen Freundinnen, den Prinzessinnen Clemi und Phila Dyx, auf Schloss Nymphenbrunn einen Besuch abstatten möchte. Rasch informiert Wikkingen seinen Kumpel Dyllenau, dass er auch kommen möge, denn wie Franz weiß, hat Alfons schon seit langem ein Auge auf Clemi gewonnen. Alle kommen, und es folgt ein Rundgang durch Schloss und Anwesen. Während Franz und Melitta nicht die Augen voneinander lassen können, ist Alfons ganz damit beschäftigt, sich Clemi zu widmen. Der kleine Erni versucht derweil sein Glück bei Clemis blutjunger Schwester Phila Dyx.
Abends im Club sitzt man in froher Runde am Spieltisch, und als Wikkingen seinen Freund Dyllenau auffordert, mitzuspielen, gibt er dem andauernden Drängen nach, obwohl er seiner Clemi versprochen hatte, genau dies nicht zu tun. Prompt zieht ihm Franz bis aufs Hemd aus, und als letzten Einsatz verlangt er auch noch Dyllenaus Schloss. Prompt verliert Alfons auch diesmal. Wie in solchen Kreisen üblich, denkt Alfons jetzt nur noch darüber nach, wann und wo er sich standesgemäß erschießen könne. Ein Anwesender flüstert ihm zu: „Sie müssen jetzt an Heirat denken, mit einer Million Mitgift“. Die reiche Clemi wäre da, finanziell betrachtet, ein fetter Braten, doch die wird einen verarmten Schlucker wie ihn jetzt kaum noch nehmen. Vorgebliche Freunde ersinnen einen Wetteinsatz, demzufolge Dyllenau das nächstbeste, durchaus auch alte Weib zur Frau nehmen müsse. Folgendes Protokoll wird aufgesetzt: „Beide Herren würfeln noch einmal. Gewinnt Dyllenau, erhält er beide Güter, verliert er aber ist er verpflichtet, das erste Weib, das er heute früh auf der Straße begegnet, binnen drei Monaten zu heiraten. Dieses Weib darf nur zwischen 16 und 50 Jahren alt und nicht verheiratet sein. Erfüllt Dyllenau diese Bedingungen, erhält er die beiden Güter als Preis seiner Wette.“ Alfons geht darauf ein … und verliert.
Dyllenau begibt sich nunmehr zur Trabrennbahn Krieau, wo er als erste Frau eine dürftig gekleidete Bettlerin sieht. Er hat Pech, die Betreffende hat die 50 Jahre noch nicht erreicht und zu allem Überfluss daheim auch noch fünf hungrige Mäuler zu stopfen. Dyllenaus Rettung: sie hat daheim auch einen Ehemann. Der junge Erni schlägt seiner neuen Flamme Prinzessin Phila einen Morgenausflug zur Rotunde vor, und so erscheint das hübsche Mädchen nebst Gouvernante dort. Glück für Erni, Pech für Alfons: Phila Dyx ist noch keine 16. Die Gouvernante wiederum, knapp unter 50, hat sich selbst einen ewigen Keuschheitsschwur auferlegt und kommt daher gleichfalls nicht in Frage. Da, oh Wunder, sieht Alfons Melitta und ihre Freundin Clemi bei einem morgendlichen Spaziergang auf ihn kommen. Welche von beiden wird wohl vorneweg sein?, fragt er sich. Er will unbedingt Clemi, doch es ist Melitta, die einige Zentimeter vorausgeht. Und so muss er, der Wette entsprechend, ausgerechnet der Braut in spe von Freund Franz einen Antrag machen. Die versteht kein Wort und fragt später ihren Zukünftigen, was denn bitteschön mit dessen Freund Dyllenau nicht in Ordnung sei. Doch Wikkingen schweigt … der Wette entsprechend.
Erni wiederum wundert sich, dass die kleine Phila urplötzlich verlangt, dass sie den unverschämten Grafen Dyllenau verhauen soll, habe er doch soeben die Dreistigkeit besessen, sie in aller Öffentlichkeit zu küssen. Weder sie noch er wissen, dass Graf Alfons dies nur deshalb tat, weil Phila noch keine 16 Jahre alt war, somit nicht im heiratsfähigen Alter und Dyllenau aus dem Schneider war. Erni findet diese ganze Wette immer anstrengender, und so beichtet er Phila alles. Dadurch erfahren auch die anderen Damen von dem idiotischen Wetteinsatz, und alles wendet sich zum Guten. Und da Baron Feldberg Schloss Nymphenbrunn gekauft hat, ehe seine Tochter Melitta einen ebenso verarmten wie schlosslosen Adeligen zu ehelichen gedenkt, ist die Wette eh Makulatur, denn Wikkingens Wetteinsatz steht somit nicht mehr zur Verfügung. Auch auf Schloss Dyllenau wird nun bald Hochzeit gefeiert, doch diesmal nicht mit dem erstbesten Weib als neue Herrin.

## Produktionsnotizen
Das erste Weib entstand zum Jahresbeginn 1915 auf dem Wiener Pratergelände und wurde am 5. März in der österreichischen Hauptstadt uraufgeführt. Eine deutsche Premiere ist nicht feststellbar.

## Kritik
„Wenn wieder einmal der Beweis erbracht werden soll, dass gewisse Schwankideen im stummen Filmbilde besser wirken können, als auf der Sprechbühne, so ist dieser Beweis im vorliegenden Fall mehr als gelungen. (…) Der Film gibt hier die lustigsten Einfälle der Autoren so ausdrucksvoll wieder, dass das Fehlen des Wortes gar nicht empfunden wird. (…) Die Darstellung ist allererstklassig. Brand als Wiener Taxameter, Waldau als Baron und Morgan als zerstreuter Professor bieten Glanzleistungen in der Kleinzeichnung echt Wiener Lebens.“